# Maiden England World Tour
Maiden England World Tour foi uma turnê musical da banda britânica Iron Maiden que teve seu início em 21 de junho de 2012 e acabou em 5 de julho de 2014. O setlist da turnê e o cenário do palco são baseados na turnê original de 1988 7th Tour of a 7th Tour, tendo o mesmo nome do DVD lançado em 1989, resultado da excursão.
Em adição dos 29 shows anunciados inicialmente, a banda anunciou que em  17 de fevereiro eles tocarão no Summerfest em Milwaukee, Wisconsin, seguido por um anúncio em 18 de Fevereiro que o Rock Fest em Cadott, Wisconsin, seria adicionado à turnê.

## Repertório 2012/2013
Doctor Doctor (U.F.O) "introdução"
1. "Moonchild"
2. "Can I Play with Madness"
3. "The Prisoner"
4. "2 Minutes to Midnight"
5. "Afraid to Shoot Strangers"
6. "The Trooper"
7. "The Number of the Beast"
8. "Phantom of the Opera"
9. "Run to the Hills"
10. "Wasted Years"
11. "Seventh Son of a Seventh Son"
12. "The Clairvoyant"
13. "Fear of the Dark"
14. "Iron Maiden"

Bis
1. "Churchill's Speech"/"Aces High"
2. "The Evil That Men Do"
3. "Running Free"

É a primeira vez em 30 anos que "Hallowed be thy Name" não está presente numa turnê da banda.

## Repertório 2014
1. - Moonchild
2. - Can I Play With Madness
3. - The Prisoner
4. - 2 Minutes To Midnight
5. - Revelations (Substituindo "Afraid to Shoot Strangers")
6. - The Trooper
7. - The Number Of The Beast
8. - Phantom of the Opera
9. - Run to the Hills
10. - Wasted Years
11. - Seventh Son Of a Seventh Son
12. - Wrathchild (Substituindo "The Clairvoyant")
13. - Fear Of the Dark
14. - Iron Maiden

Bis
1. - Churchill's Speech/Aces High
2. - The Evil That Men Do
3. - Sanctuary (Substituindo "Running Free")

## Datas e locais dos shows
| América do Norte          |                  |                |                                     |
| 21 de junho de 2012       | Charlotte        | Estados Unidos | Verizon Wireless Amphitheatre       |
| 23 de junho de 2012       | Atlanta          | Estados Unidos | Aaron's Amphitheatre at Lakewood    |
| 26 de junho de 2012       | Mansfield        | Estados Unidos | Comcast Center                      |
| 27 de junho de 2012       | Wantagh          | Estados Unidos | Nikon at Jones Beach Theater        |
| 29 de junho de 2012       | Camden           | Estados Unidos | Susquehanna Bank Center             |
| 30 de junho de 2012       | Bristow          | Estados Unidos | Jiffy Lube Live                     |
| 2 de julho de 2012        | Newark           | Estados Unidos | Prudential Center                   |
| 4 de julho de 2012        | Milwaukee        | Estados Unidos | Marcus Amphitheater[A]              |
| 5 de julho de 2012        | Tinley Park      | Estados Unidos | First Midwest Bank Amphitheatre     |
| 7 de julho de 2012        | Ottawa           | Canadá         | LeBreton Flats Park[B]              |
| 8 de julho de 2012        | Quebec           | Canadá         | Colisée Pepsi                       |
| 11 de julho de 2012       | Montreal         | Canadá         | Bell Centre                         |
| 13 de julho de 2012       | Toronto          | Canadá         | Molson Canadian Amphitheatre        |
| 14 de julho de 2012       | Sarnia           | Canadá         | Centennial Park[C]                  |
| 16 de julho de 2012       | Corfu            | Estados Unidos | Darien Lake Performing Arts Center  |
| 18 de julho de 2012       | Clarkston        | Estados Unidos | DTE Energy Music Theatre            |
| 19 de julho de 2012       | Noblesville      | Estados Unidos | Klipsch Music Center                |
| 21 de julho de 2012       | Cadott           | Estados Unidos | Cadott Festival Grounds[D]          |
| 24 de julho de 2012       | Winnipeg         | Canadá         | MTS Centre                          |
| 26 de julho de 2012       | Calgary          | Canadá         | Scotiabank Saddledome               |
| 27 de julho de 2012       | Edmonton         | Canadá         | Rexall Place                        |
| 29 de julho de 2012       | Vancouver        | Canadá         | Pacific Coliseum                    |
| 30 de julho de 2012       | Auburn           | Estados Unidos | White River Amphitheatre            |
| 1 de agosto de 2012       | West Valley City | Estados Unidos | USANA Amphitheatre                  |
| 3 de agosto de 2012       | Mountain View    | Estados Unidos | Shoreline Amphitheatre              |
| 4 de agosto de 2012       | Wheatland        | Estados Unidos | Sleep Train Amphitheatre            |
| 6 de agosto de 2012       | Phoenix          | Estados Unidos | Ashley Furniture HomeStore Pavilion |
| 9 de agosto de 2012       | Irvine           | Estados Unidos | Verizon Wireless Amphitheatre       |
| 10 de agosto de 2012      | Irvine           | Estados Unidos | Verizon Wireless Amphitheatre       |
| 12 de agosto de 2012      | Albuquerque      | Estados Unidos | Hard Rock Pavilion                  |
| 13 de agosto de 2012      | Greenwood        | Estados Unidos | Comfort Dental Amphitheatre         |
| 15 de agosto de 2012      | San Antonio      | Estados Unidos | AT&T Center                         |
| 17 de agosto de 2012      | Dallas           | Estados Unidos | Gexa Energy Pavilion                |
| 18 de agosto de 2012      | The Woodlands    | Estados Unidos | Cynthia Woods Mitchell Pavilion     |
| Europa                    |                  |                |                                     |
| 27 de maio de 2013        | Bilbao           | Espanha        | Bilbao Exhibition Centre (Hall 2)   |
| 29 de maio de 2013        | Lisbon           | Portugal       | MEO Arena                           |
| 31 de maio de 2013[E]     | Madrid           | Espanha        | Miguel Ríos Auditorium              |
| 1 de junho de 2013[E]     | Barcelona        | Espanha        | Parc Del Fòrum                      |
| 5 de junho de 2013        | Paris            | França         | Palais Omnisports de Paris-Bercy    |
| 8 de junho de 2013[E]     | Milan            | Itália         | Fiera Open Air Arena                |
| 9 de junho de 2013[E]     | Amnéville        | França         | Snowhall Parc                       |
| 11 de junho de 2013       | Frankfurt        | Alemanha       | Festhalle Frankfurt                 |
| 12 de junho de 2013       | Frankfurt        | Alemanha       | Festhalle Frankfurt                 |
| 15 de junho de 2013[F]    | Castle Donington | Reino Unido    | Donington Park                      |
| 18 de junho de 2013       | Berlin           | Alemanha       | O2 World                            |
| 19 de junho de 2013       | Hamburg          | Alemanha       | O2 World                            |
| 21 de junho de 2013[G]    | Graz             | Áustria        | Schwarzl Freizeitzentrum            |
| 22 de junho de 2013       | Zurich           | Suíça          | Hallenstadion                       |
| 25 de junho de 2013       | Amsterdam        | Países Baixos  | Ziggo Dome                          |
| 27 de junho de 2013[H]    | Piešťany         | Eslováquia     | Piešťany Airport                    |
| 29 de junho de 2013       | Singen-Aach      | Alemanha       | Open Air Arena                      |
| 30 de junho de 2013[I]    | Dessel           | Bélgica        | Boeretang Festival park             |
| 3 de julho de 2013        | Łódź             | Polónia        | Atlas Arena                         |
| 4 de julho de 2013        | Gdańsk           | Polónia        | Ergo Arena                          |
| 6 de julho de 2013        | Oberhausen       | Alemanha       | Open Air an der KöPi-Arena          |
| 10 de julho de 2013       | Malmö            | Suécia         | Malmö Stadion                       |
| 13 de julho de 2013       | Stockholm        | Suécia         | Friends Arena                       |
| 16 de julho de 2013       | Saint Petersburg | Rússia         | Ice Palace                          |
| 18 de julho de 2013       | Moscow           | Rússia         | Olimpyski Stadium                   |
| 20 de julho de 2013       | Helsinki         | Finlândia      | Helsinki Olympic Stadium            |
| 24 de julho de 2013       | Bucharest        | Roménia        | Piața Constituției                  |
| 26 de julho de 2013       | Istanbul         | Turquia        | BJK İnönü Stadium                   |
| 29 de julho de 2013       | Prague           | Chéquia        | Eden Arena                          |
| 31 de julho de 2013       | Zagreb           | Croácia        | Arena Zagreb                        |
| 3 de agosto de 2013       | London           | Reino Unido    | The O2 Arena                        |
| 4 de agosto de 2013       | London           | Reino Unido    | The O2 Arena                        |
| América do Norte          |                  |                |                                     |
| 3 de setembro de 2013     | Raleigh          | Estados Unidos | Time Warner Cable Music Pavilion    |
| 5 de setembro de 2013     | Nashville        | Estados Unidos | Bridgestone Arena                   |
| 7 de setembro de 2013     | Kansas City      | Estados Unidos | Sprint Center                       |
| 8 de setembro de 2013     | Maryland Heights | Estados Unidos | Verizon Wireless Amphitheatre       |
| 10 de setembro de 2013    | Austin           | Estados Unidos | Austin360 Amphitheater              |
| 12 de setembro de 2013    | Las Vegas        | Estados Unidos | Mandalay Bay Events Center          |
| 13 de setembro de 2013[J] | San Bernardino   | Estados Unidos | San Manuel Amphitheater             |
| 17 de setembro de 2013    | Cidade do México | México         | Foro Sol                            |
| América do Sul            |                  |                |                                     |
| 20 de setembro de 2013    | São Paulo        | Brasil         | Arena Anhembi                       |
| 22 de setembro de 2013[K] | Rio de Janeiro   | Brasil         | Parque Olímpico Cidade do Rock      |
| 24 de setembro de 2013    | Curitiba         | Brasil         | BioParque                           |
| 27 de setembro de 2013    | Buenos Aires     | Argentina      | River Plate Stadium                 |
| 29 de setembro de 2013    | Asunción         | Paraguai       | Jockey Club                         |
| 2 de outubro de 2013      | Santiago         | Chile          | Estadio Nacional de Chile           |
| Europa                    |                  |                |                                     |
| 27 de maio de 2014        | Barcelona        | Espanha        | Palau Sant Jordi                    |
| 29 de maio de 2014        | Bilbao           | Espanha        | Bizkaia Arena                       |
| 31 de maio de 2014[L]     | Nijmegen         | Países Baixos  | Goffertpark                         |
| 1 de junho de 2014[M]     | Bologna          | Itália         | Arena Joe Strummer                  |
| 3 de junho de 2014        | Budapest         | Hungria        | Budapest Sports Arena               |
| 5 de junho de 2014[N]     | Nürburg          | Alemanha       | Nürburgring                         |
| 8 de junho de 2014        | Brno             | Chéquia        | Velodrom                            |
| 9 de junho de 2014[N]     | Nuremberg        | Alemanha       | Zeppelinfeld                        |
| 11 de junho de 2014[O]    | Copenhague       | Dinamarca      | B&W Hallerne                        |
| 13 de junho de 2014[P]    | Interlaken       | Suíça          | Interlaken Airfield                 |
| 14 de junho de 2014[Q]    | Nickelsdorf      | Áustria        | Pannonia Fields II                  |
| 16 de junho de 2014       | Sofia            | Bulgária       | Arena Armeec                        |
| 17 de junho de 2014       | Belgrado         | Sérvia         | Kalemegdan Park                     |
| 20 de junho de 2014[R]    | Clisson          | França         | Val de Moine                        |
| 24 de junho de 2014       | Poznań           | Polónia        | INEA Stadion                        |
| 26 de junho de 2014[S]    | Norrköping       | Suécia         | Bråvalla                            |
| 28 de junho de 2014[T]    | Bergen           | Noruega        | Koengen                             |
| 1 de julho de 2014        | Roeser           | Luxemburgo     | Herchesfeld                         |
| 3 de julho de 2014[T]     | Arras            | França         | Citadelle d’Arras                   |
| 5 de julho de 2014[E]     | Knebworth        | Reino Unido    | Knebworth House                     |

### Observações
| A Este concerto faz parte do "Summerfest" B Este concerto faz parte do "Ottawa Bluesfest" C Este concerto faz parte do "Sarnia Bayfest" D Este concerto faz parte do "Rock Fest" E Este concerto faz parte do "Sonisphere Festival" F Este concerto faz parte do "Download Festival" G Este concerto faz parte do "Seerock Festival" H Este concerto faz parte do "Topfest" I Este concerto faz parte do "Graspop Metal Meeting" J Este concerto faz parte do "The Battle of San Bernardino" | K Este concerto faz parte do "Rock in Rio" L Este concerto faz parte do "FortaRock Festival" M Este concerto faz parte do "Rock in Idro" N Este concerto faz parte do "Rock am Ring and Rock im Park" O Este concerto faz parte do "Greenfield Festival" P Este concerto faz parte do "Copenhell" Q Este concerto faz parte do "Nova Rock Festival" R Este concerto faz parte do"Hellfest" S Este concerto faz parte do "Bråvalla Festival" T Este concerto faz parte do "Main Square Festival" |

### Receita da tour (2012-2013)
| Local                              | Cidade               | Ingressos vendidos / Disponíveis | Receita bruta (USD) |
| ---------------------------------- | -------------------- | -------------------------------- | ------------------- |
| Verizon Wireless Amphitheatre      | Charlotte            | 12,501 / 17,654 (71%)            | $562,231            |
| Aaron's Amphitheatre at Lakewood   | Atlanta              | 13,306 / 17,974 (74%)            | $514,190            |
| Comcast Center                     | Mansfield            | 12,945 / 12,945 (100%)           | $700,658            |
| Nikon at Jones Beach Theater       | Wantagh              | 11,926 / 12,267 (97%)            | $830,447            |
| Susquehanna Bank Center            | Camden               | 10,688 / 24,070 (44%)            | $557,363            |
| Jiffy Lube Live                    | Bristow              | 11,692 / 21,480 (54%)            | $644,260            |
| Prudential Center                  | 9,929 / 10,551 (94%) | $797,483                         |                     |
| Marcus Amphitheater                | Milwaukee            | 11,691 / 21,017 (56%)            | $482,815            |
| Colisée Pepsi                      | Quebec City          | 8,032 / 10,080 (80%)             | $610,729            |
| Bell Centre                        | Montreal             | 11,121 / 11,689 (95%)            | $843,948            |
| Molson Canadian Amphitheatre       | Toronto              | 14,597 / 16,010 (91%)            | $893,088            |
| Darien Lake Performing Arts Center | Corfu                | 9,579 / 20,172 (47%)             | $455,476            |
| DTE Energy Music Theatre           | Clarkston            | 9,400 / 13,298 (71%)             | $417,603            |
| Klipsch Music Center               | Noblesville          | 8,452 / 22,597 (37%)             | $360,314            |
| MTS Centre                         | Winnipeg             | 6,444 / 9,355 (69%)              | $494,378            |
| Scotiabank Saddledome              | Calgary              | 8,856 / 10,086 (88%)             | $687,601            |
| Rexall Place                       | Edmonton             | 10,352 / 10,352 (100%)           | $837,140            |
| White River Amphitheatre           | Auburn               | 9,102 / 19,058 (48%)             | $447,440            |
| USANA Amphitheatre                 | West Valley City     | 12,456 / 20,082 (62%)            | $608,950            |
| Shoreline Amphitheatre             | Mountain View        | 11,552 / 21,251 (54%)            | $494,247            |
| Verizon Wireless Amphitheatre      | Irvine               | 25,484 / 28,229 (90%)            | $1,409,540          |
| Gexa Energy Pavilion               | Dallas               | 9,060 / 19,150 (47%)             | $418,873            |
| Cynthia Woods Mitchell Pavilion    | The Woodlands        | 9,450 / 15,543 (61%)             | $563,172            |
| O2 World                           | Hamburg              | 10,838 / 11,811 (92%)            | $807,111            |
| Pavilhão Atlântico                 | Lisbon               | 18,013 / 18,013 (100%)           | $783,203            |
| Palais Omnisports de Paris-Bercy   | Paris                | 16,530 / 16,530 (100%)           | $1,180,960          |
| Festhalle                          | Frankfurt            | 23,392 / 23,853 (98%)            | $1,598,910          |
| O2 World                           | Berlin               | 10,729 / 13,033 (82%)            | $733,778            |
| Hallenstadion                      | Zurich               | 12,776 / 13,000 (98%)            | $876,265            |
| Ziggo Dome                         | Amsterdam            | 15,507 / 15,756 (98%)            | $1,198,890          |
| Open Air Arena                     | Singen               | 22,251 / 23,000 (97%)            | $1,517,020          |
| Atlas Arena                        | Łódź                 | 13,836 / 13,836 (100%)           | $793,743            |
| Ergo Arena                         | Gdańsk               | 11,964 / 11,964 (100%)           | $681,527            |
| Open Air an der KöPi-Arena         | Oberhausen           | 26,500 / 26,500 (100%)           | $1,911,340          |
| Malmö Stadion                      | Malmö                | 21,431 / 21,431 (100%)           | $1,975,910          |
| Friends Arena                      | Solna                | 55,531 / 55,531 (100%)           | $5,001,410          |
| Olympiastadion                     | Helsinki             | 26,094 / 30,000 (87%)            | $2,361,660          |
| Piața Constituției                 | Bucharest            | 10,844 / 12,000 (90%)            | $624,965            |
| BJK İnönü Stadium                  | Istanbul             | 17,234 / 20,000 (86%)            | $1,444,160          |
| Eden Arena                         | Prague               | 24,865 / 30,000 (83%)            | $1,526,660          |
| Arena Zagreb                       | Zagreb               | 15,330 / 17,000 (90%)            | $680,915            |
| O2 Arena                           | London               | 26,913 / 26,913 (100%)           | $1,961,110          |
| Time Warner Cable Music Pavilion   | Raleigh              | 10,632 / 19,498 (55%)            | $459,246            |
| Bridgestone Arena                  | Nashville            | 10,440 / 11,434 (91%)            | $629,411            |
| Sprint Center                      | Kansas City          | 9,549 / 9,753 (98%)              | $583,694            |
| Verizon Wireless Amphitheater      | Maryland Heights     | 9,193 / 19,574 (47%)             | $369,837            |
| Austin360 Amphitheater             | Austin               | 10,897 / 13,237 (82%)            | $637,596            |
| Mandalay Bay Events Center         | Las Vegas            | 8,543 / 8,543 (100%)             | $633,499            |
| San Manuel Amphitheater            | Devore               | 27,276 / 41,802 (65%)            | $1,395,633          |
| Foro Sol                           | México City          | 49,332 / 50,000 (99%)            | $2,245,413          |
| Anhembi Arena                      | São Paulo            | 31,706 / 31,706 (100%)           | $2,660,362          |
| Bio Parque                         | Curitiba             | 12,079 / 20,000 (60%)            | $1,013,680          |
| Estadio River Plate                | Buenos Aires         | 50,680 / 53,000 (96%)            | $3,098,169          |
| Jockey Club                        | Asunción             | 15,581 / 26,586 (59%)            | $899,559            |
| Estadio Nacional                   | Santiago             | 57,217 / 59,525 (96%)            | $2,696,550          |
| TOTAL                              | TOTAL                | 942,318 / 1,149,739 (82%)        | $69,243,543         |

## Banda
- Bruce Dickinson – vocal
- Dave Murray – guitarra
- Adrian Smith – guitarra, vocal de apoio
- Janick Gers – guitarra
- Steve Harris – baixo, vocal de apoio
- Nicko McBrain – bateria, percussão
- Michael Kenney – teclado